# Leptochilus (hyménoptère)
Pour les articles homonymes, voir Leptochilus.
Genre
Leptochilus est un genre d'insectes hyménoptères de la famille des Eumenidae ou des Vespidae, sous-famille des Eumeninae.

## Liste des espèces
Selon GBIF (12 février 2023) :
- Leptochilus acapulcoensis (Cameron, 1907)
- Leptochilus acolhuus (de Saussure, 1857)
- Leptochilus admimulus Gusenleitner, 1993
- Leptochilus aegineticus Gusenleitner, 1970
- Leptochilus alborufulus Gusenleitner, 1977
- Leptochilus alpestris (de Saussure, 1856)
- Leptochilus alterego Gusenleitner, 1970
- Leptochilus ambiguus (Kostylev, 1940)
- Leptochilus ambitiosus Giordani Soika, 1986
- Leptochilus amos Gusenleitner, 1972
- Leptochilus andalusicus Blüthgen, 1953
- Leptochilus anthracinus Parker, 1966
- Leptochilus arabicus Giordani Soika, 1979
- Leptochilus argentifrons (Kostylev, 1935)
- Leptochilus aridulus Parker, 1966
- Leptochilus aterrimus (Kirby, 1900)
- Leptochilus atlanticus Berland, 1943
- Leptochilus atriceps Gusenleitner, 1977
- Leptochilus atroscutellatus Giordani Soika, 1952
- Leptochilus autumnus Parker, 1966
- Leptochilus avidus Giordani Soika, 1986
- Leptochilus ayunensis Giordani Soika, 1981
- Leptochilus beaumonti Giordani Soika, 1952
- Leptochilus bellulus (Cresson, 1872)
- Leptochilus bellus Blüthgen, 1955
- Leptochilus biangulatus Gusenleitner, 1977
- Leptochilus boharti Parker, 1966
- Leptochilus brachialis Parker, 1966
- Leptochilus brussiloffi (Dusmet, 1917)
- Leptochilus bulsamensis Blüthgen, 1955
- Leptochilus bytinskii Giordani Soika, 1952
- Leptochilus cacaloa Parker, 1966
- Leptochilus californicus Parker, 1966
- Leptochilus callidus (Kostylev, 1940)
- Leptochilus camurus (Giordani Soika, 1938)
- Leptochilus castilianus Blüthgen, 1951
- Leptochilus chichimecus (de Saussure, 1857)
- Leptochilus chinenesis Gusenleitner, 2001
- Leptochilus chinensis Gusenleitner, 2001
- Leptochilus chiricahua Parker, 1966
- Leptochilus chorezmicus (Kostylev, 1940)
- Leptochilus conjunctus Gusenleitner, 1998
- Leptochilus covexus Giordani Soika, 1987
- Leptochilus crassiceps (Kostylev, 1940)
- Leptochilus crassipunctatus (Maidl, 1922)
- Leptochilus crocatus Parker, 1966
- Leptochilus cruentatus (Brullé, 1840)
- Leptochilus desertus Gusenleitner, 2001
- Leptochilus discedens Gusenleitner, 1983
- Leptochilus dolius Parker, 1966
- Leptochilus duplicatus (Klug, 1835)
- Leptochilus eatoni (E.Saundas, 1905)
- Leptochilus ebmeri Gusenleitner, 1985
- Leptochilus eburneopictus (Kostylev, 1935)
- Leptochilus electus (Cresson, 1872)
- Leptochilus ellenae Parker, 1966
- Leptochilus elongatus Parker, 1966
- Leptochilus emirufulus Giordani Soika, 1986
- Leptochilus ergenicus (Kostylev, 1940)
- Leptochilus errabundus (Giordani Soika, 1938)
- Leptochilus erubescens (Bohart, 1940)
- Leptochilus euleptochiloides Giordani Soika, 1977
- Leptochilus exornatus Kurzenko, 1974
- Leptochilus fallax (de Saussure, 1852)
- Leptochilus ferrugineus Parker, 1966
- Leptochilus festae (Gribodo, 1925)
- Leptochilus flavicornis Giordani Soika, 1970
- Leptochilus flegias (Giordani Soika, 1938)
- Leptochilus flexilis (Giordani Soika, 1938)
- Leptochilus fortunatus Blüthgen, 1958
- Leptochilus frenchi (Dusmet)
- Leptochilus fuscipes Gusenleitner, 1985
- Leptochilus gayuboi Sanza, 2003
- Leptochilus gemma Giordani Soika, 1970
- Leptochilus gemmeus (Giordani Soika, 1941)
- Leptochilus genalis (Giordani Soika, 1941)
- Leptochilus gibberus Parker, 1966
- Leptochilus gobicus (Kostylev, 1940)
- Leptochilus guichardi Giordani Soika, 1973
- Leptochilus gusenleitneri Yilderim & Özbeck, 1995
- Leptochilus habyrganus Kurzenko, 1977
- Leptochilus hassani Girish Kumar & Carpenter, 2015
- Leptochilus hermon Gusenleitner, 1972
- Leptochilus hesperius Gusenleitner, 1979
- Leptochilus hethiticus Gusenleitner, 1985
- Leptochilus hina (Dover, 1925)
- Leptochilus humerus Parker, 1966
- Leptochilus ibizanus (Schulthess, 1934)
- Leptochilus imerolatus Gusenleitner, 2006
- Leptochilus immodestus (Giordani Soika, 1941)
- Leptochilus incertus (Kostylev, 1940)
- Leptochilus inflatipes Giordani Soika, 1952
- Leptochilus innatus Giordani Soika, 1970
- Leptochilus insitivus Gusenleitner, 1976
- Leptochilus insolitus Gusenleitner, 2003
- Leptochilus irwini Parker, 1966
- Leptochilus isthmus Parker, 1966
- Leptochilus jaxarticus (Kostylev, 1940)
- Leptochilus jordaneus Gusenleitner, 1994
- Leptochilus josephi Giordani Soika, 1947
- Leptochilus kemali Gusenleitner, 1977
- Leptochilus kostylevi Kurzenko, 1979
- Leptochilus kozlovi Kurzenko, 1977
- Leptochilus krombeini Parker, 1966
- Leptochilus kurnubensis Blüthgen, 1955
- Leptochilus labrosus Parker, 1966
- Leptochilus leleji Fateryga & Mokrousov, 2019
- Leptochilus lemniscatus Parker, 1966
- Leptochilus leopoldoi Sanza, 2003
- Leptochilus levinodus Bohart, 1948
- Leptochilus limbiferoides (Giordani Soika, 1938)
- Leptochilus limbiferus (Moravitz, 1867)
- Leptochilus linsenmaieri Gusenleitner, 1971
- Leptochilus locuples Giordani Soika, 1970
- Leptochilus longipalpus Gusenleitner, 1985
- Leptochilus longipilis Gusenleitner, 1988
- Leptochilus lorestanicus Gusenleitner, 1995
- Leptochilus lucidus (Giordani Soika, 1941)
- Leptochilus lusitanicus Blüthgen, 1953
- Leptochilus maracandicus (Kostylev, 1940)
- Leptochilus marshi Parker, 1966
- Leptochilus masiharensis Giordani Soika, 1981
- Leptochilus masirahensis Giordani Soika, 1981
- Leptochilus mauritanicus (Lepeletier, 1841)
- Leptochilus medanae (Gribodo, 1886)
- Leptochilus membranaceus (Moravitz, 1867)
- Leptochilus menkei Parker, 1966
- Leptochilus mesolobus Parker, 1966
- Leptochilus metatarsalis Giordani Soika, 1986
- Leptochilus michelbacheri (Bohart, 1948)
- Leptochilus milleri Parker, 1966
- Leptochilus mimulus Gusenleitner, 1970
- Leptochilus minutissimus (Bohart, 1940)
- Leptochilus mirandus Giordani Soika
- Leptochilus mirificus Gusenleitner, 2006
- Leptochilus mixtecus Parker, 1966
- Leptochilus mochianus Giordani Soika, 1970
- Leptochilus modestus (de Saussure, 1852)
- Leptochilus monticolus Parker, 1966
- Leptochilus montivagus Gusenleitner, 2002
- Leptochilus moustiersensis Giordani Soika, 1973
- Leptochilus moustirsensis Giordani Soika, 1973
- Leptochilus muscatensis Giordani Soika, 1979
- Leptochilus nabataeus Gusenleitner, 1990
- Leptochilus nahuus (de Saussure, 1870)
- Leptochilus neutraliformis Gusenleitner, 1977
- Leptochilus neutralis (Giordani Soika, 1943)
- Leptochilus nigrocitrinus Giordani Soika, 1970
- Leptochilus nigroclypeus Gusenleitner, 1985
- Leptochilus nigromontanus (Kostylev, 1940)
- Leptochilus nugdunensis (de Saussure)
- Leptochilus occidentalis Giordani Soika, 1986
- Leptochilus occultus Gusenleitner, 2003
- Leptochilus oculatus Parker, 1966
- Leptochilus olmecus (de Saussure, 1870)
- Leptochilus oraniensis (Lepeletier, 1841)
- Leptochilus ornatulus Gusenleitner, 1977
- Leptochilus ornatus (de Saussure, 1853)
- Leptochilus osiris (Schmiedeknecht, 1900)
- Leptochilus osmanicus Gusenleitner, 1988
- Leptochilus oxianus (Kostylev, 1940)
- Leptochilus pachuca Parker, 1966
- Leptochilus paiute Parker, 1966
- Leptochilus palandokenicus Yilderim & Özbeck, 1995
- Leptochilus perialis Parker, 1966
- Leptochilus perterricus Giordani Soika, 1970
- Leptochilus perterritus Giordani Soika
- Leptochilus petilus Parker, 1966
- Leptochilus praestans Giordani Soika, 1970
- Leptochilus propodealis Bohart, 1948
- Leptochilus pseudojosephi Giordani Soika, 1952
- Leptochilus pulcher Gusenleitner, 1995
- Leptochilus quintus Gusenleitner, 1991
- Leptochilus quirogae Parker, 1966
- Leptochilus radoschowskii (André, 1884)
- Leptochilus ratzenboecki Gusenleitner, 1994
- Leptochilus regulus (de Saussure, 1856)
- Leptochilus replenus Giordani Soika, 1974
- Leptochilus ressli Gusenleitner, 1985
- Leptochilus rivalis Giordani Soika, 1986
- Leptochilus rotundipunctis Giordani Soika, 1977
- Leptochilus rubellulus (Kohl, 1906)
- Leptochilus rubicundulus (Bohart, 1940)
- Leptochilus rufina Blüthgen, 1953
- Leptochilus rufinodus (Cresson, 1868)
- Leptochilus salomon Gusenleitner, 1972
- Leptochilus sarticus Blüthgen, 1939
- Leptochilus schatzmayri (Giordani Soika, 1938)
- Leptochilus schindleri (Guiglia, 1929)
- Leptochilus sewerzowi (Kostylev, 1940)
- Leptochilus signatus Gusenleitner, 1995
- Leptochilus somalicus Giordani Soika, 1987
- Leptochilus sonorae Parker, 1966
- Leptochilus spec Kumar & Carpenter, 2015
- Leptochilus speciosus Gusenleitner, 2002
- Leptochilus stangei Parker, 1966
- Leptochilus subtarsatellus Gusenleitner, 2002
- Leptochilus tarsatellus Giordani Soika, 1970
- Leptochilus tarsatiformis (Giordani Soika, 1943)
- Leptochilus tarsatus (de Saussure, 1855)
- Leptochilus tassiliensis Giordani Soika, 1954
- Leptochilus tertius Gusenleitner, 1990
- Leptochilus tibetanus Giordani Soika, 1966
- Leptochilus torretassoi (Giordani Soika, 1938)
- Leptochilus tosquineti (Cameron, 1909)
- Leptochilus trachysomus (Bohart, 1940)
- Leptochilus tropicanus Parker, 1966
- Leptochilus tuareg Gusenleitner, 2006
- Leptochilus tussaci Giordani Soika, 1986
- Leptochilus umerolatus Gusenleitner, 2006
- Leptochilus villosus Gusenleitner, 2001
- Leptochilus washo Parker, 1966
- Leptochilus weddigeni (Dusmet, 1917)
- Leptochilus zacatecus Parker, 1966
- Leptochilus zendalus (de Saussure, 1870)

## Systématique
Le nom valide complet (avec auteur) de ce taxon est Leptochilus de Saussure, 1853.